# 斎藤英明
斎藤 英明（さいとう ひであき、1966年12月17日 - ）は、日本の国土交通官僚。OECDエコノミスト等を経て、アジア人初の国際海事機関海洋環境保護委員会議長、国土交通省参与。

## 人物・経歴
東京都渋谷区出身。1985年神奈川県立相模原高等学校卒業。1989年横浜国立大学工学部（造船工学）卒業、運輸省（現国土交通省）入省。OECDエコノミスト、日本貿易振興機構ロンドン事務所船舶部長、OECD造船部会副議長等を経て、2011年国土交通省海事局安全基準課国際基準調整官。2013年国土交通省海事局海洋・環境政策課環境渉外室長。2015年日本船舶技術研究協会基準・規格グループグループ長。2017年国土交通省海事局船舶産業課長。2018年にはアジア人として初めて国際海事機関海洋環境保護委員会議長に選出された。2020年国土交通省大臣官房技術審議官（海事局担当）。2021年日本小型船舶検査機構理事（業務担当）（役員出向）、国土交通省参与。同年坂下広朗プロジェクトマネージャーの下で、国際海運GHGゼロエミッションプロジェクト副プロジェクトマネージャーに就任。2024年国土交通省大臣官房付、退官、日本造船工業会審議役。